# Sphecozone diversicolor
Sphecozone diversicolor là một loài nhện trong họ Linyphiidae.
Loài này thuộc chi Sphecozone. Sphecozone diversicolor được Eugen von Keyserling miêu tả năm 1886.